# Fort Erie (Ontario)
Fort Erie è una municipalità dell'Ontario, in Canada, dove si trova l'omonimo forte.
Situata sul fiume Niagara, è collegata, tramite il Peace Bridge, a Buffalo, città dello Stato di New York.